# Redlynch (Somerset)
Redlynch – wieś w Anglii, w hrabstwie Somerset, w dystrykcie (unitary authority) Somerset. Leży 41 km na południe od miasta Bristol i 166 km na zachód od Londynu.